# 마스카렌 제도

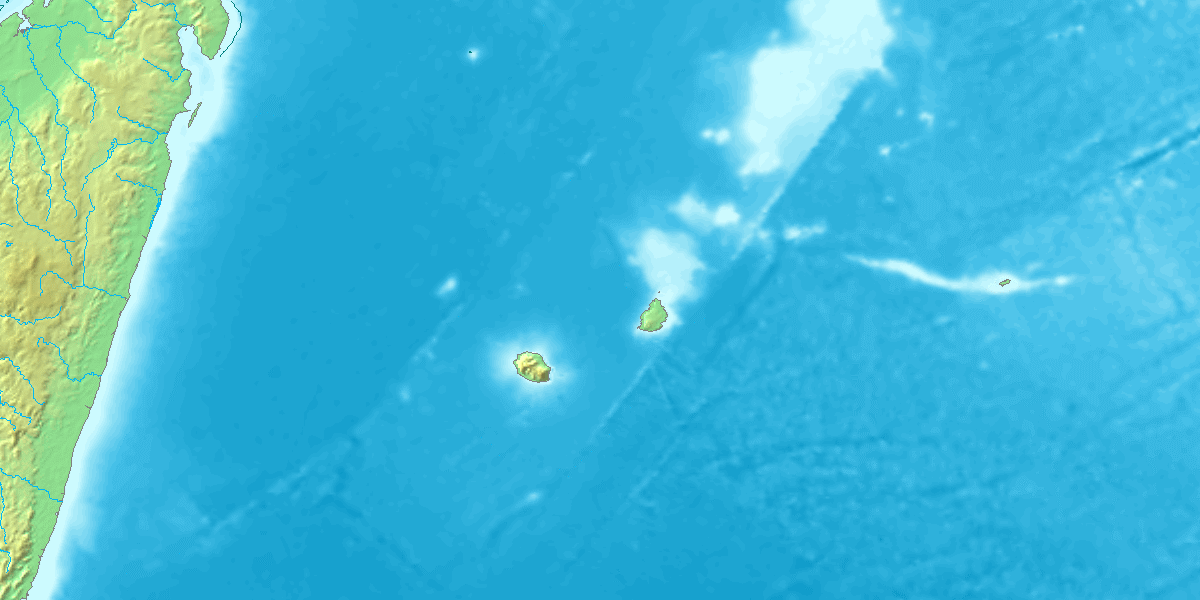
마스카렌 제도

마스카렌 제도(Mascarene Islands)는 인도양 남서부의 마다가스카르 동쪽 연안에 위치한 제도이다. 섬의 전체 면적은 약 4200km2이다.

## 같이 보기
- 모리셔스
- 보전상태
- 카르가도스 카라호스 제도
- 자연보전
- 야생생물보전
- 유네스코
- 조류보전
- 보전생물학